# نيكو دي بياسي
نيكولاس أنيبال "نيكو" دي بياسي (بالإسبانية: *Nicolás Aníbal "Nico" Di Biase*؛ وُلد في 9 ديسمبر 1988) هو لاعب كرة قدم أرجنتيني معتزل، لعب في مركز الوسط.

## المسيرة
بدأ مسيرته الكروية في فئات بوكا جونيورز السنية بين عامي 2003 و2008، ثم انتقل إلى أندية متعددة في إسبانيا وإيطاليا وبوليفيا وكندا والكويت.
في عام 2016، انضم إلى إف سي إدمونتون الكندي.
في 2018، انضم إلى نادي اليرموك (الكويت). وبعد موسم واحد، انتقل إلى خيطان، ثم عاد مجددًا إلى اليرموك وساهم في صعوده إلى الدوري الكويتي الممتاز في موسم 2020–2021.

## روابط خارجية
- نيكو دي بياسي  على سكروي
- صفحة نيكو دي بياسي – إف سي إدمونتون